# Max e Moritz

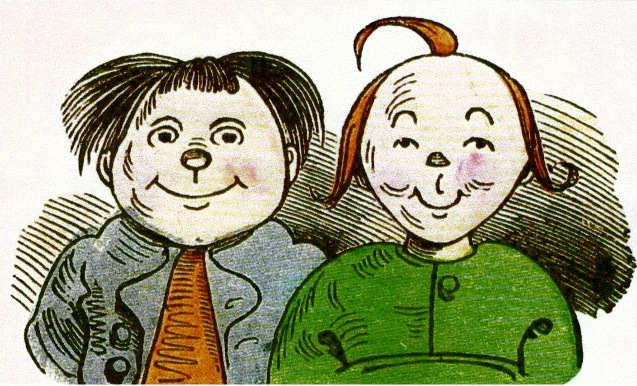
Max e Moritz, disegnati da Busch

Max e Moritz (in tedesco: Max und Moritz), con sottotitolo "Una storia di bambini in sette scherzi" (Eine Bubengeschichte in sieben Streichen) è una storia per ragazzi, scritta in versi e illustrata dall'umorista tedesco Wilhelm Busch. L'opera, che fu pubblicata il 4 aprile 1865, è considerata antesignana dei moderni fumetti.
La storia è suddivisa in sette episodi, più un prologo ed un epilogo, e narra delle malefatte di due bambini, Max e Moritz appunto, che ordiscono scherzi crudeli a danno di innocenti personaggi, senza ritegno e senza apparente rimorso. Ma alla fine - sottolinea l'autore - il male non è uno scopo di vita, ed infatti alla fine della storia i due monelli rimangono vittime della loro stessa cattiveria: colti in flagrante dalla vittima predestinata, vengono rinchiusi in un sacco e portati dal mugnaio, dove vengono macinati e infine dati in pasto alle oche.
La storia di Busch è scritta in versi dalla rima baciata ed è decisamente permeata di humour nero. Le grottesche illustrazioni, opera dell'autore stesso, hanno contribuito non poco al successo dell'opera che ancor oggi viene apprezzata, nei paesi di lingua tedesca, come libro educativo per l'infanzia.
La storia diventò così famosa che la Wehrmacht nomino i due suoi modelli di Sturer Emil appunto Max und Moritz.

## Episodi

### Primo scherzo

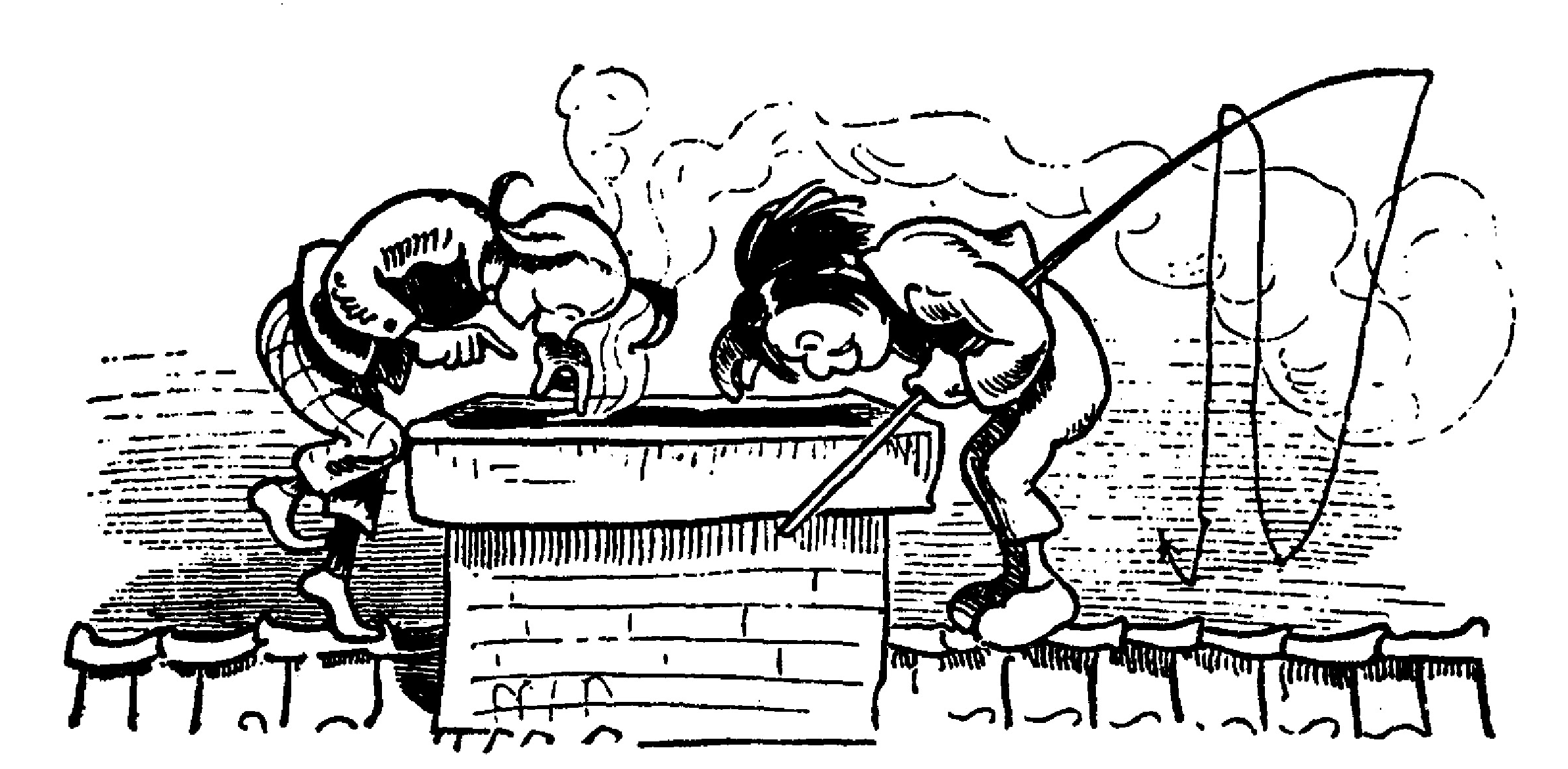
Il secondo scherzo

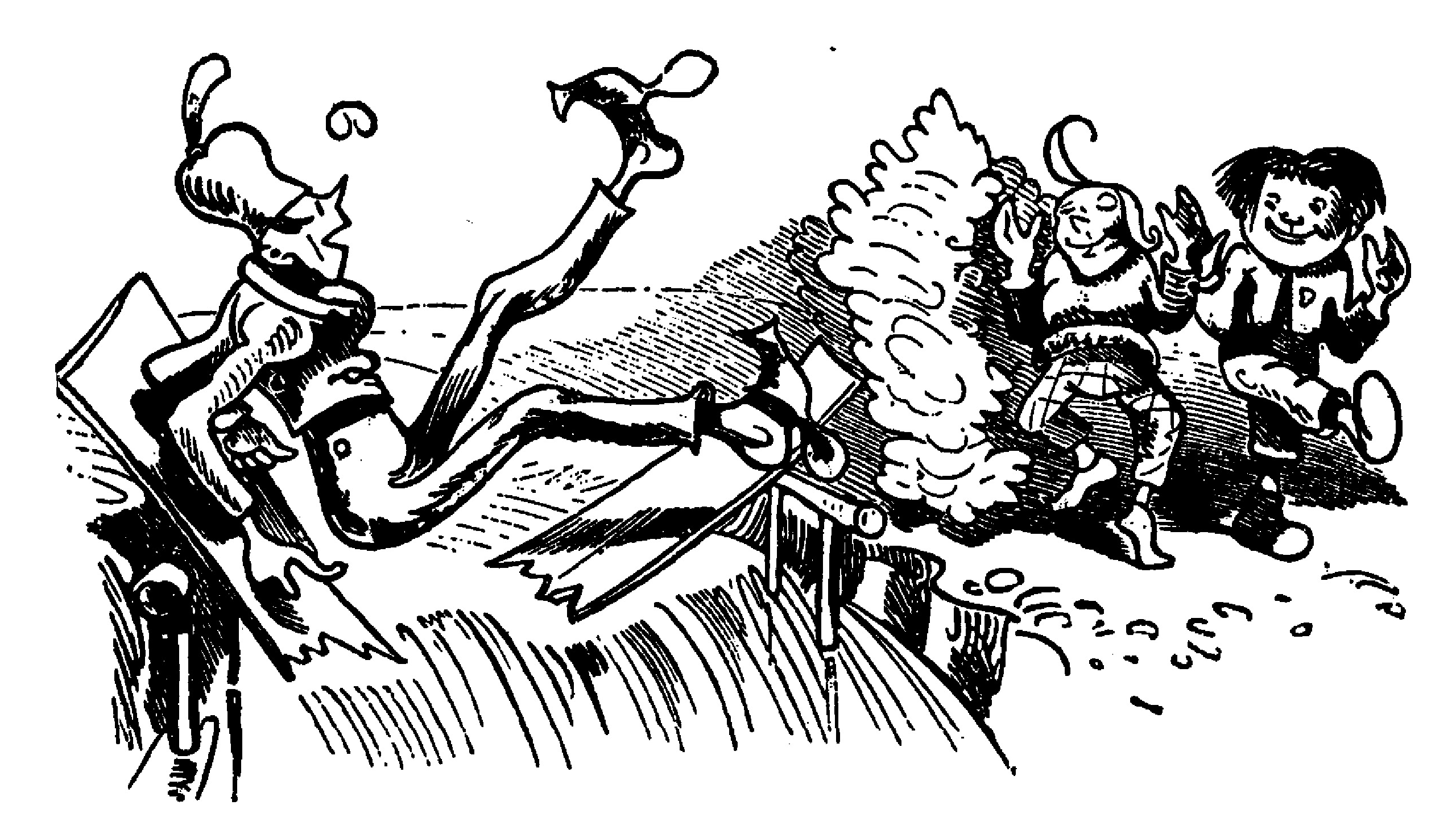
Il terzo scherzo

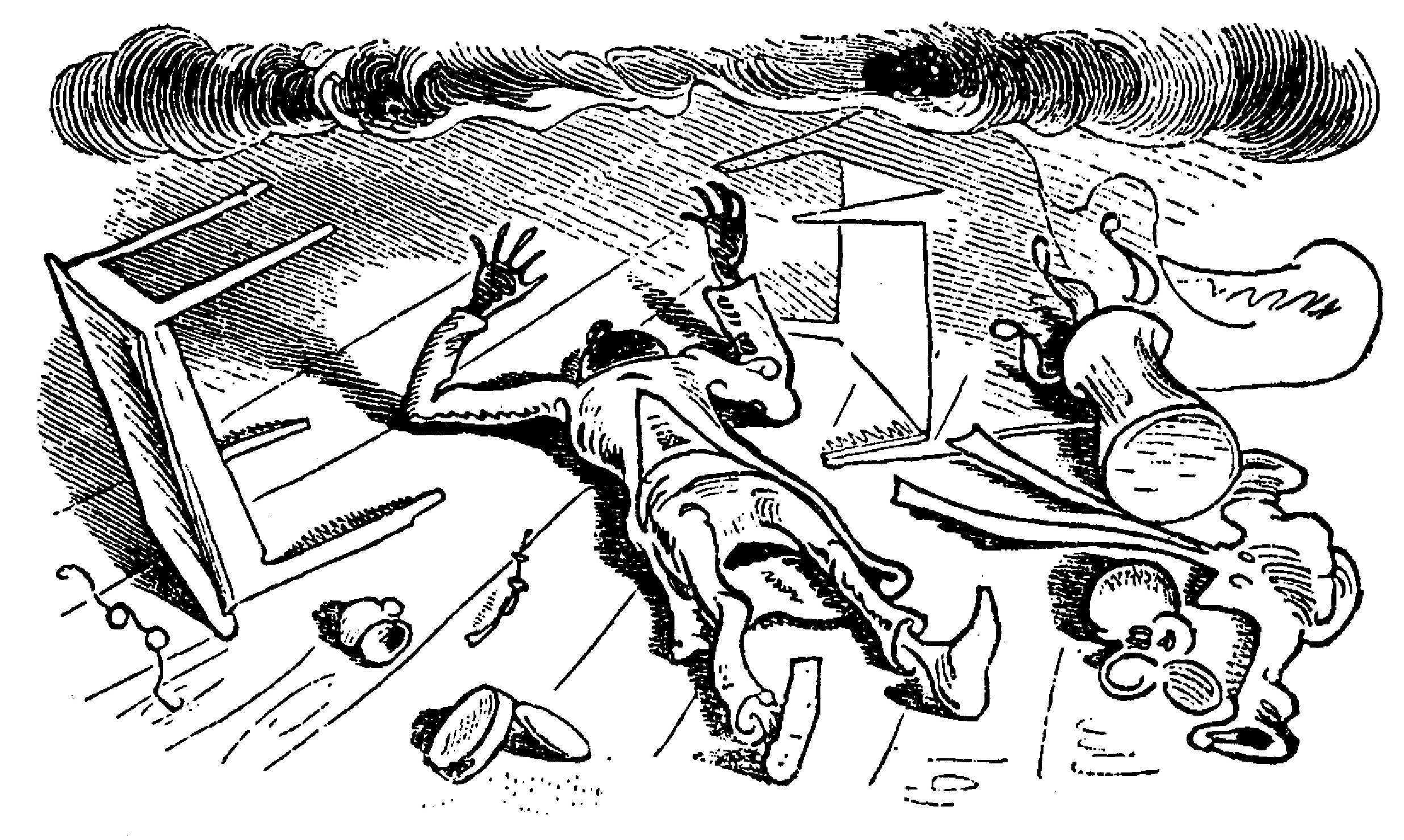
Il quarto scherzo

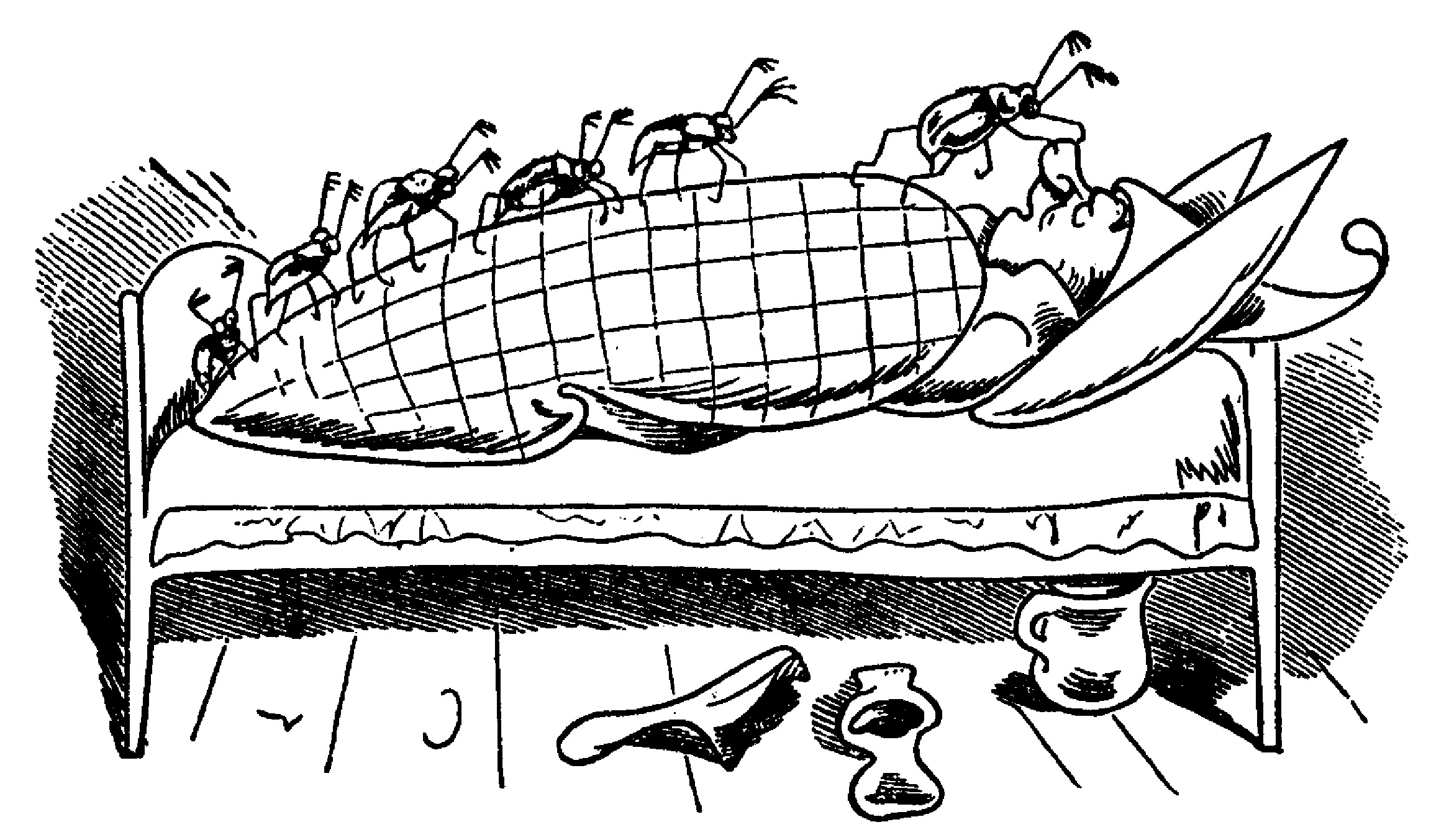
Il quinto scherzo

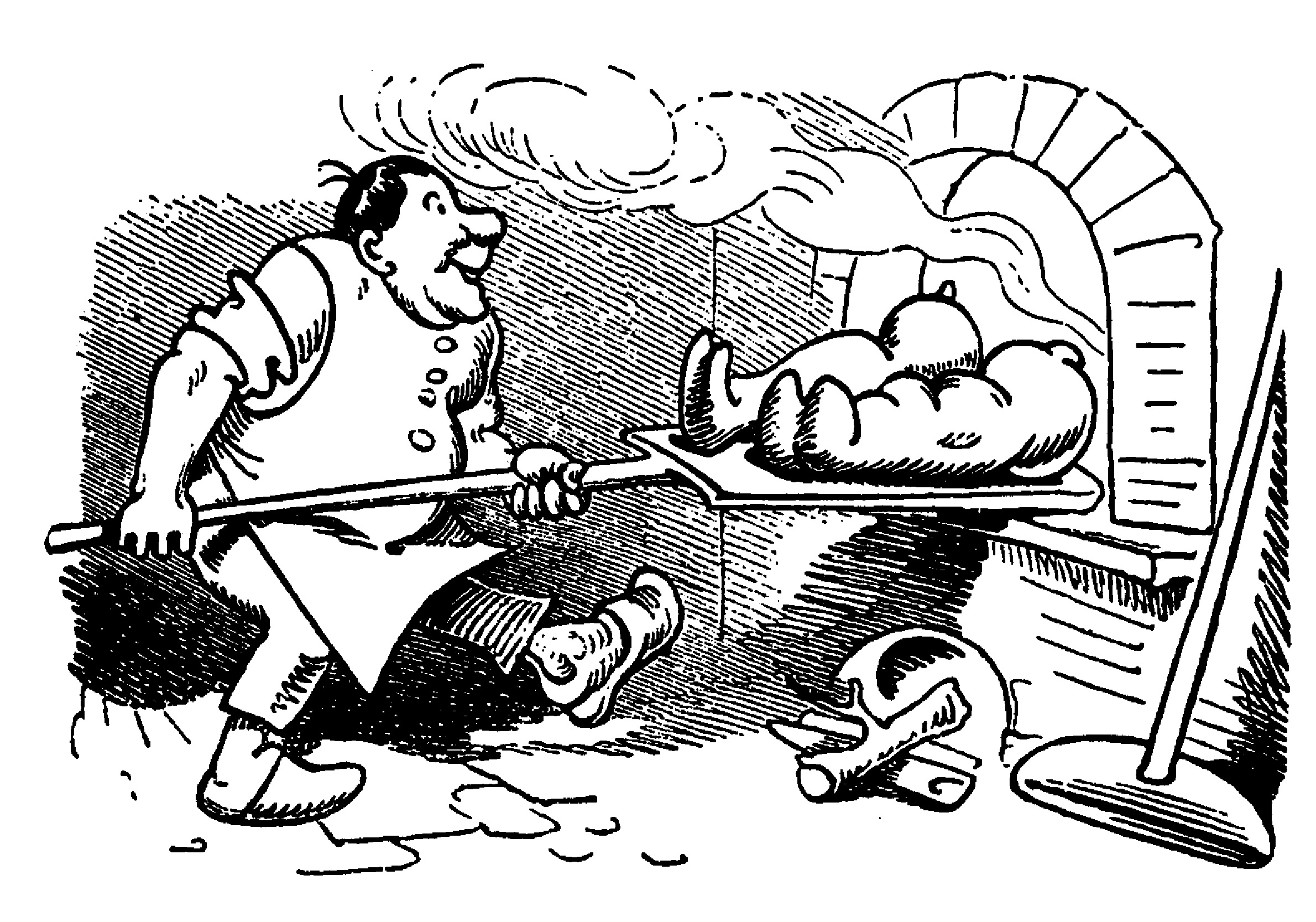
Il sesto scherzo

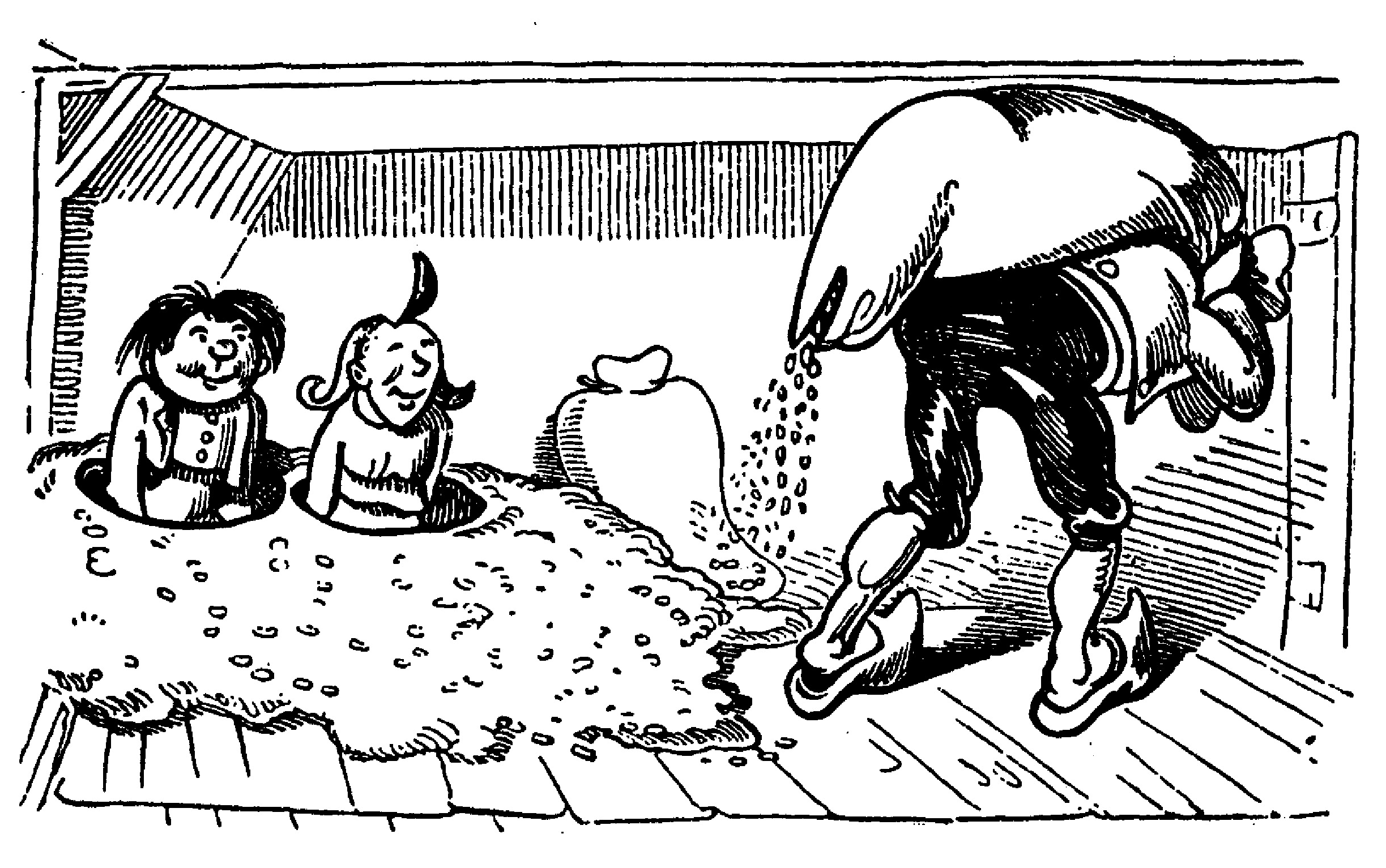
Il settimo ed ultimo scherzo

Vittima del primo scherzo è la vedova Bolte, la cui unica gioia e orgoglio sono tre galline e un gallo. Max e Moritz tendono la trappola nel cortile della signora, annodando due fili incrociati e legando alle quattro estremità un pezzettino di pane, Le inconsapevoli vittime l'adocchiano immediatamente, inghiottono i bocconi con ingordigia e si ritrovano legati fra loro: presi dal panico, i volatili iniziano a dimenarsi e a battere le ali fino a rimanere impigliati fra i rami di un albero di mele; fanno giusto in tempo a deporre un ultimo uovo e poi muoiono soffocati. Destata dagli schiamazzi, la vedova accorre nel cortile, dove si trova impotente di fronte alla tragica scena. La donna piange disperata, ma non le resta che staccare pietosamente i cadaveri dall'albero e rientrare mestamente in casa con i polli sottobraccio.

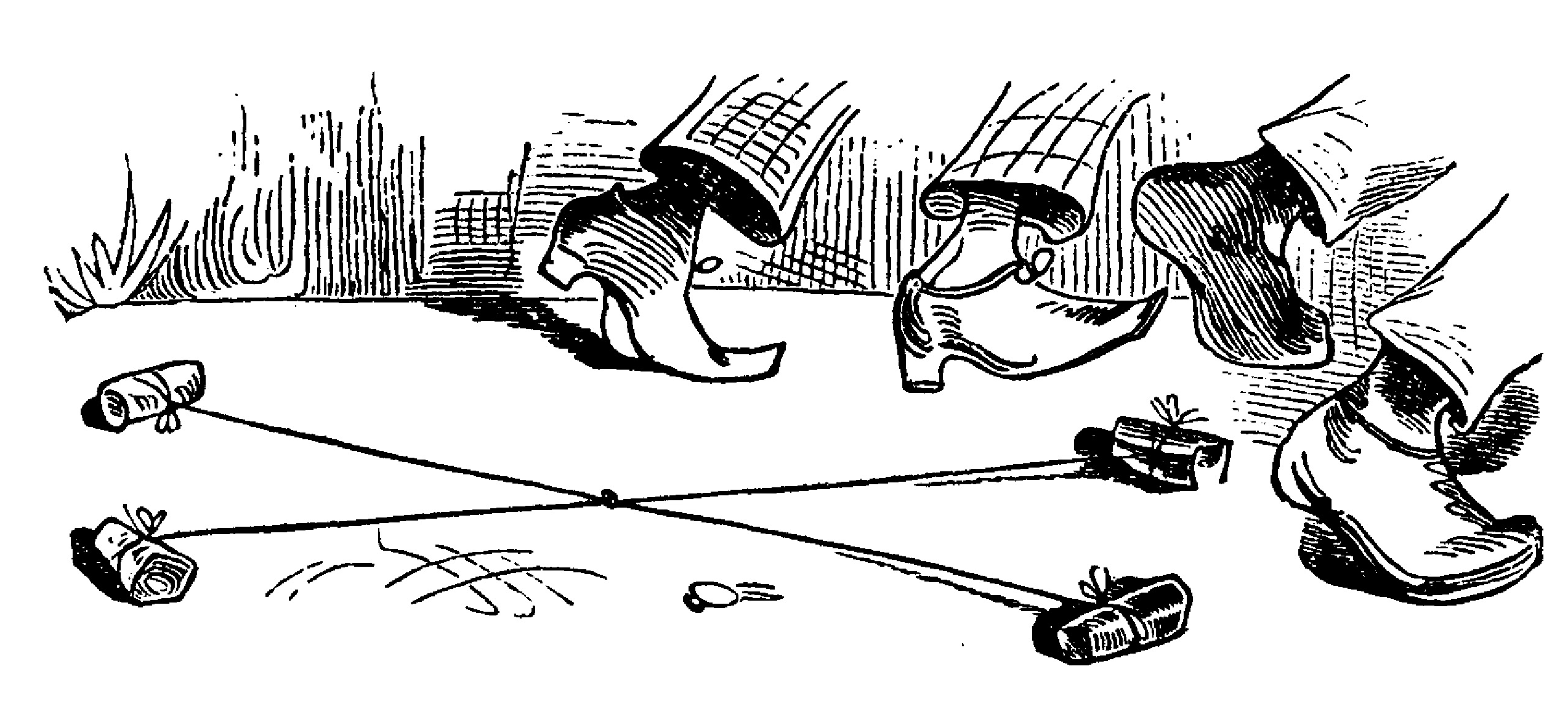
La trappola ordita dai monelli
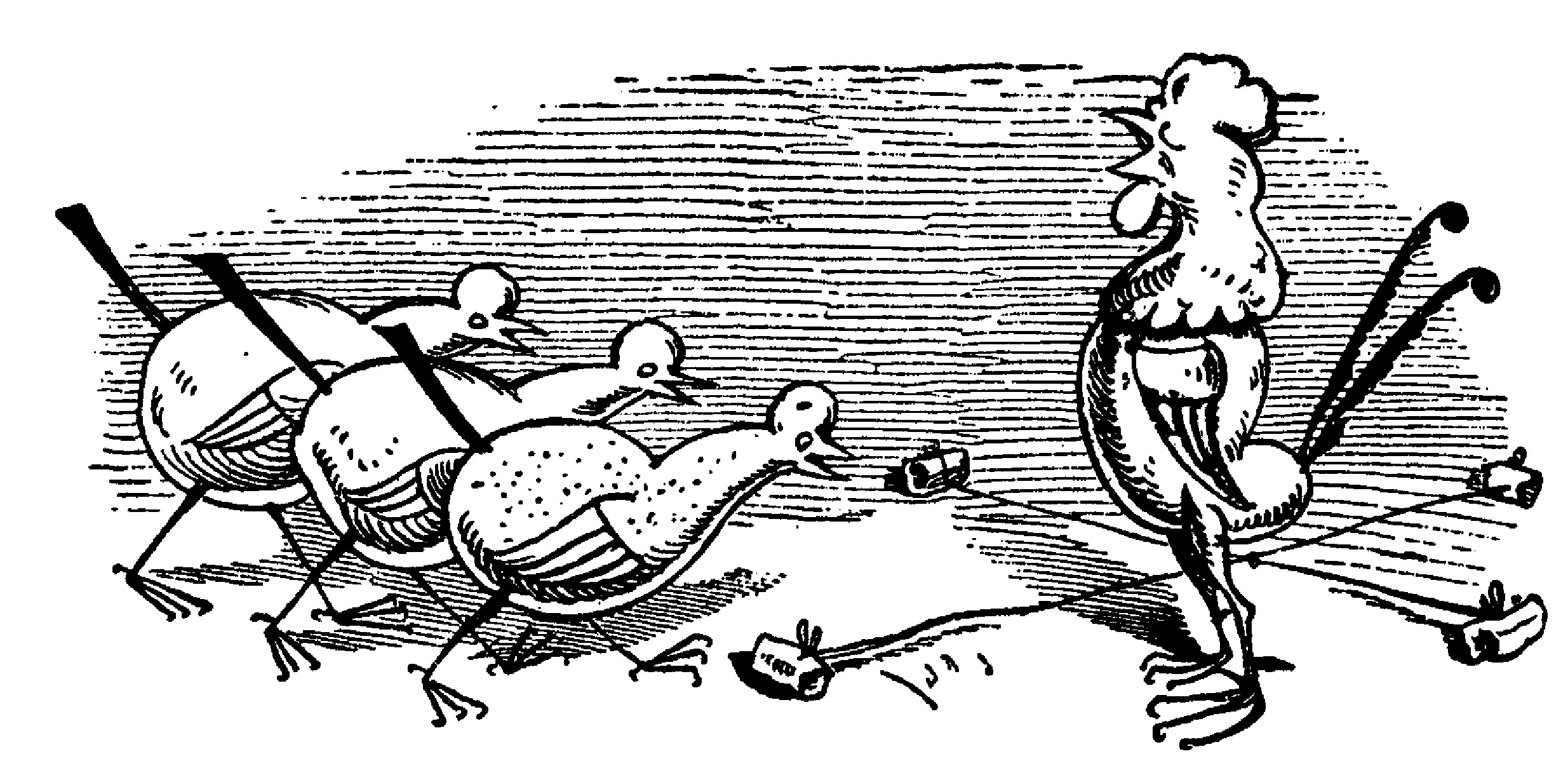
Le galline scorgono accorrono...
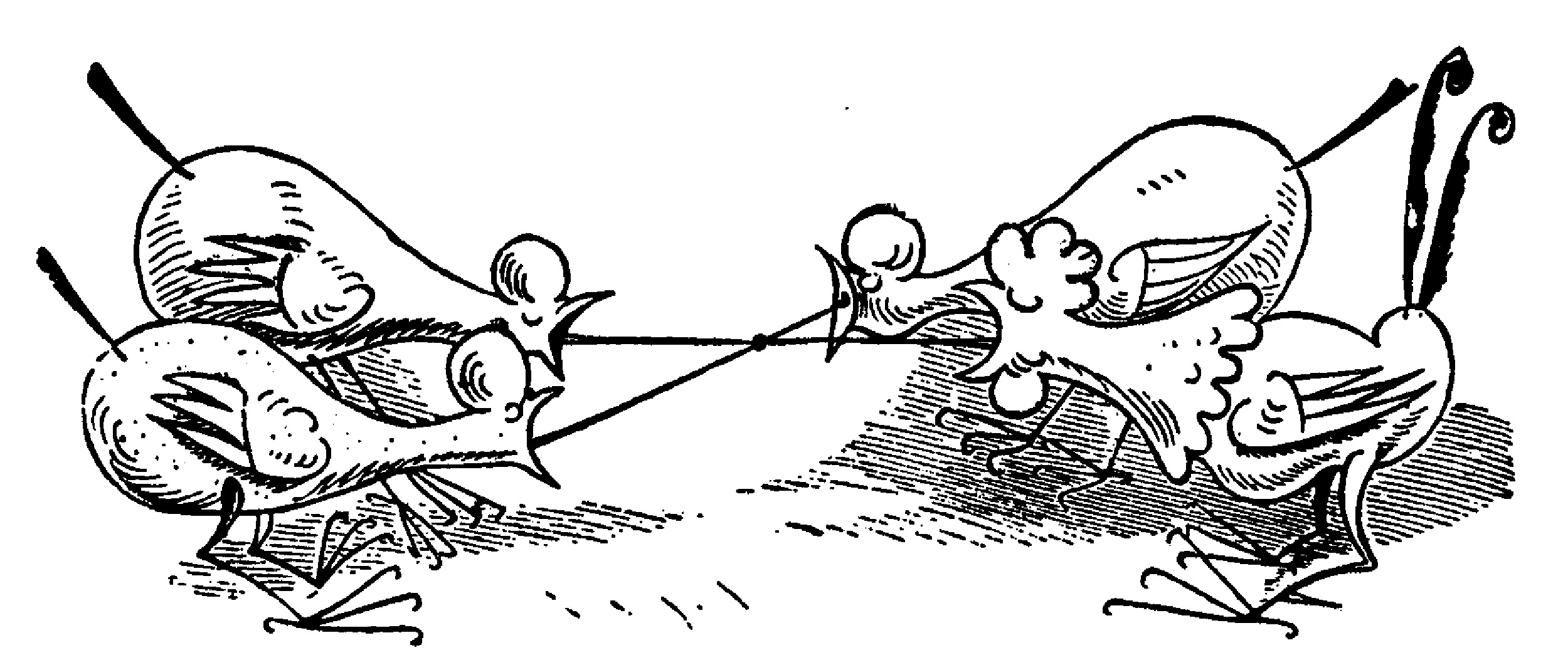
Tutti e quattro rimangono impigliati
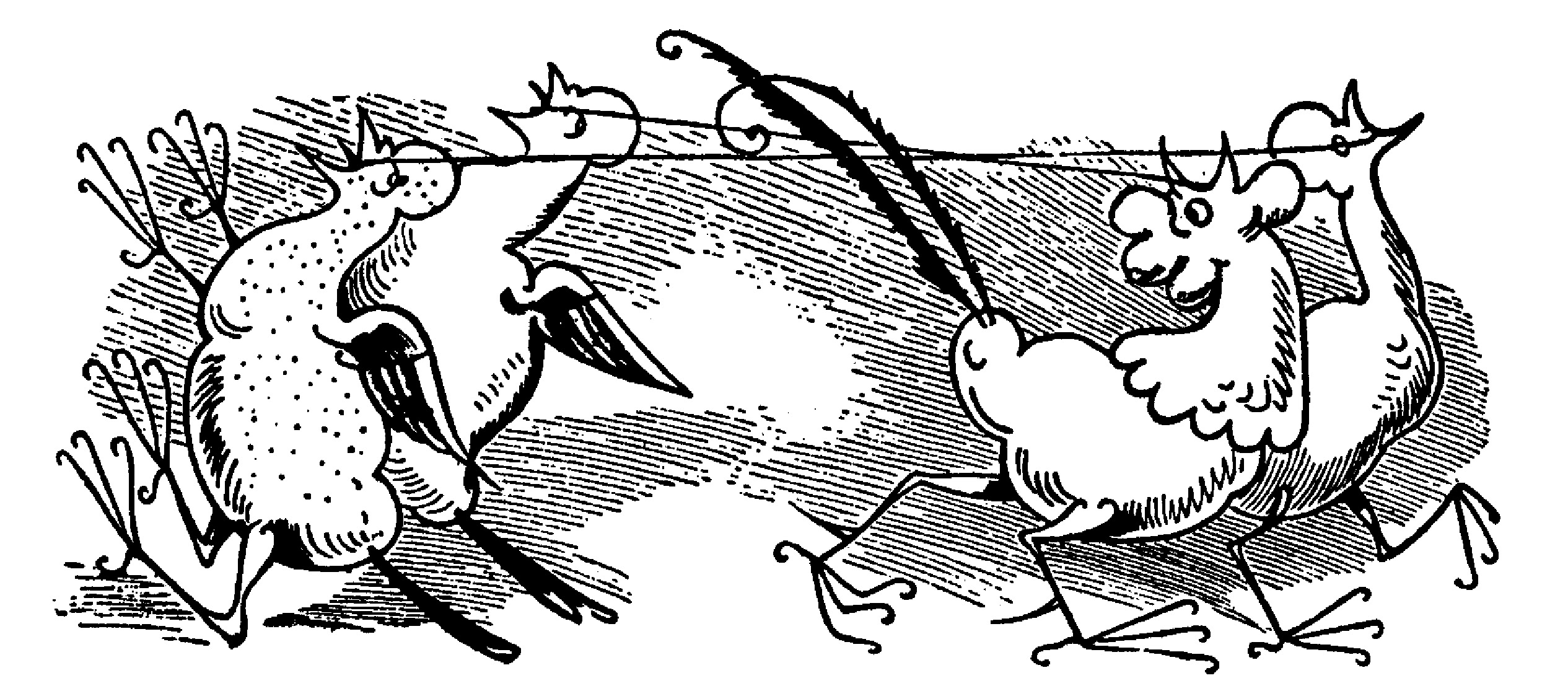
Scoppia il panico
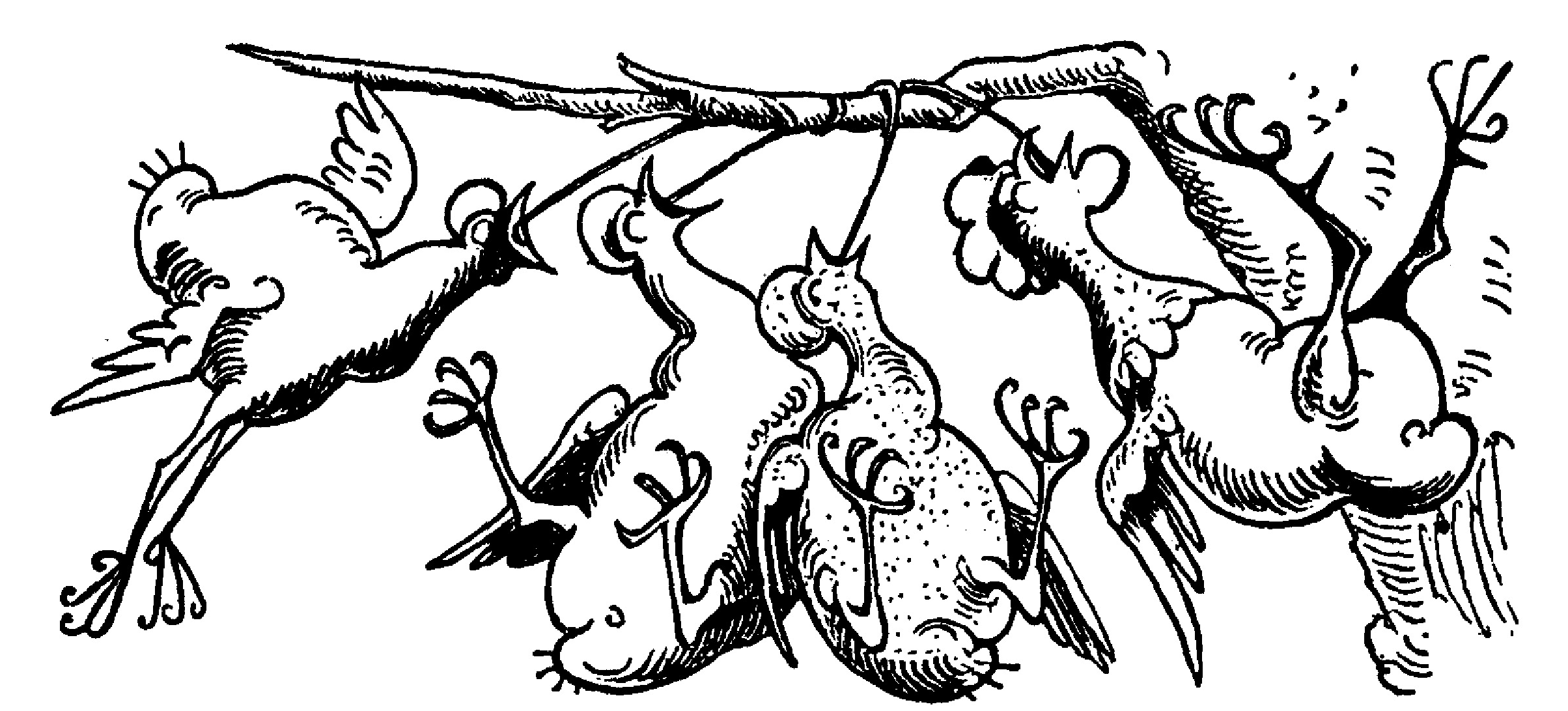
e alla fine si ritrovano impigliati
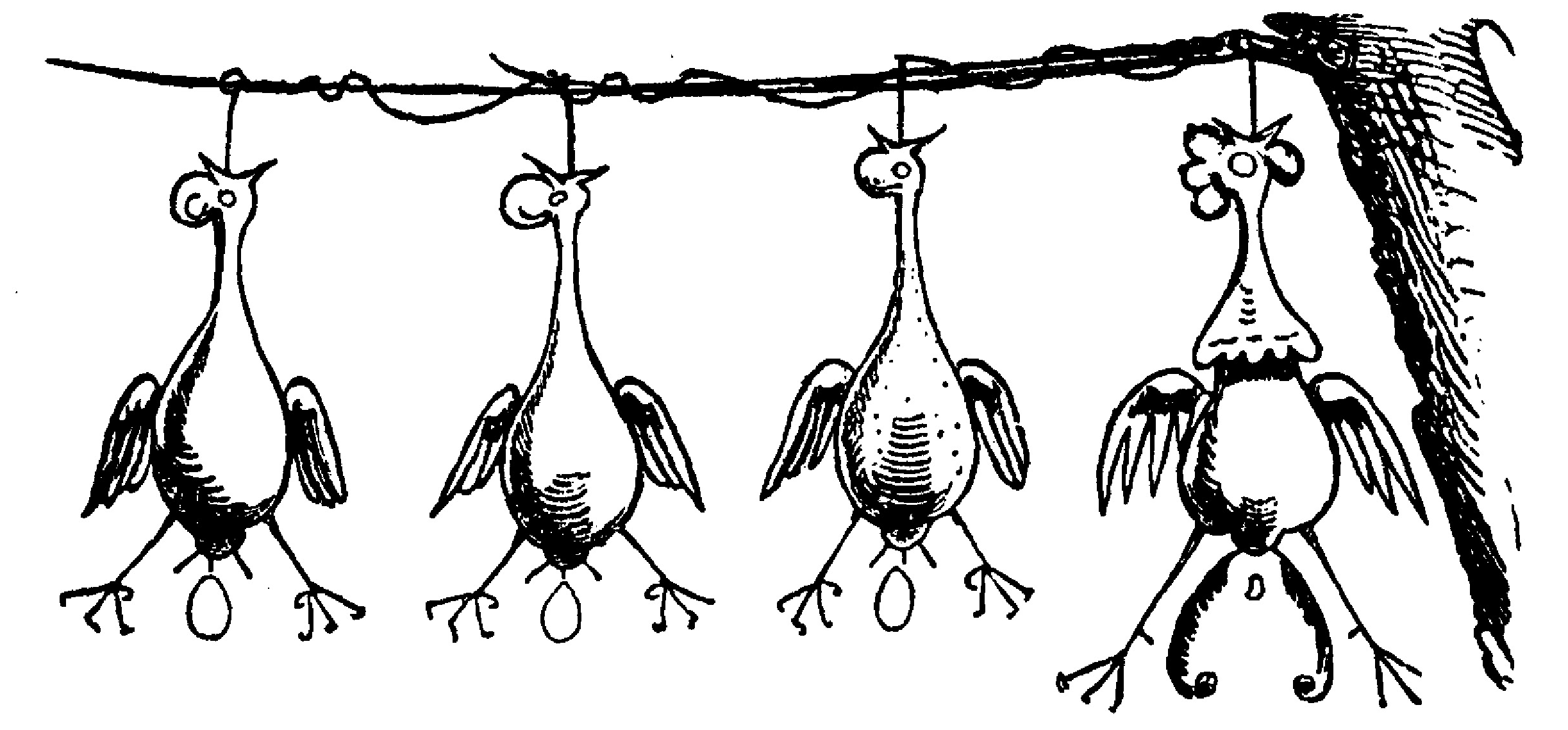
L'ultimo uovo
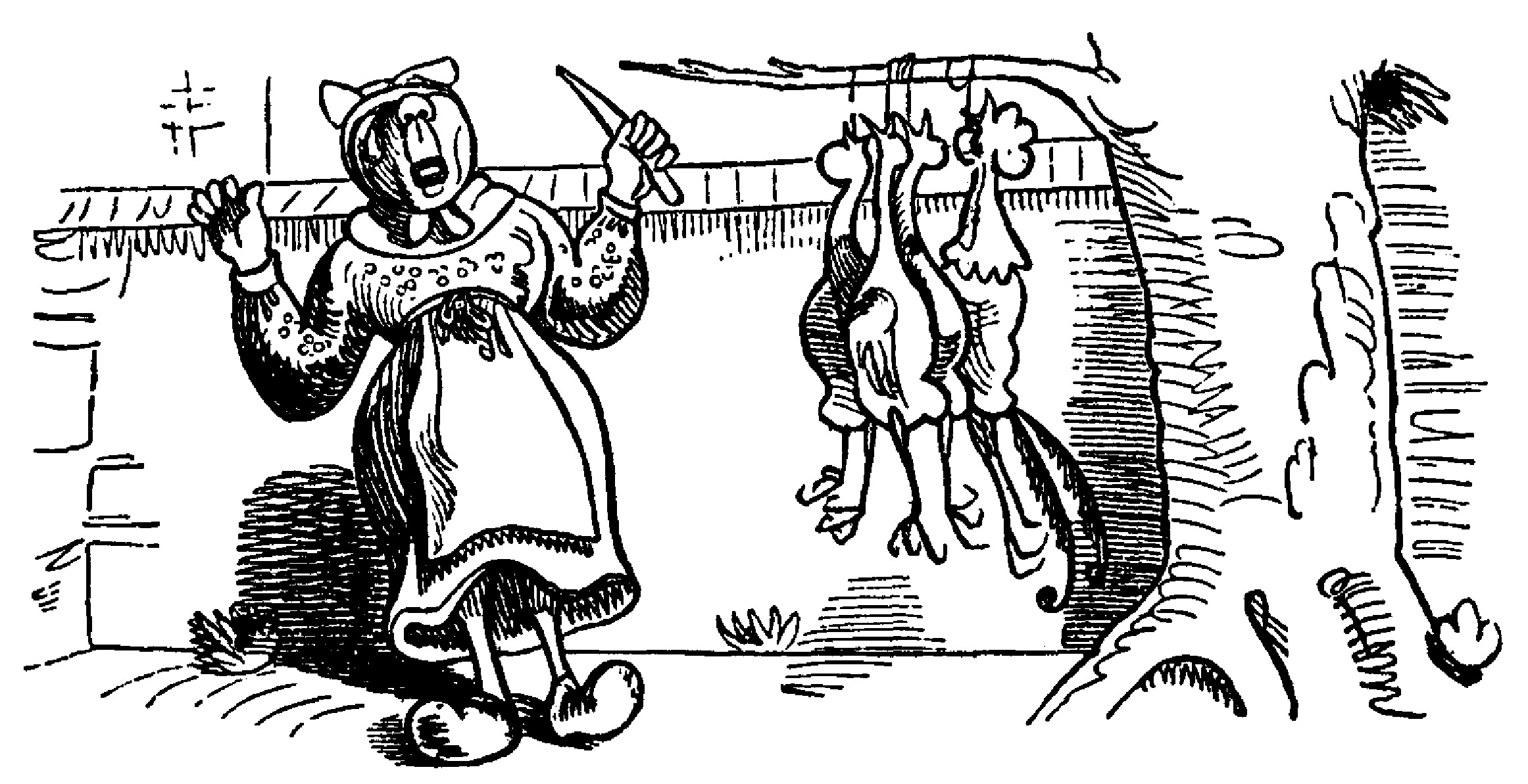
Urla di disperazione
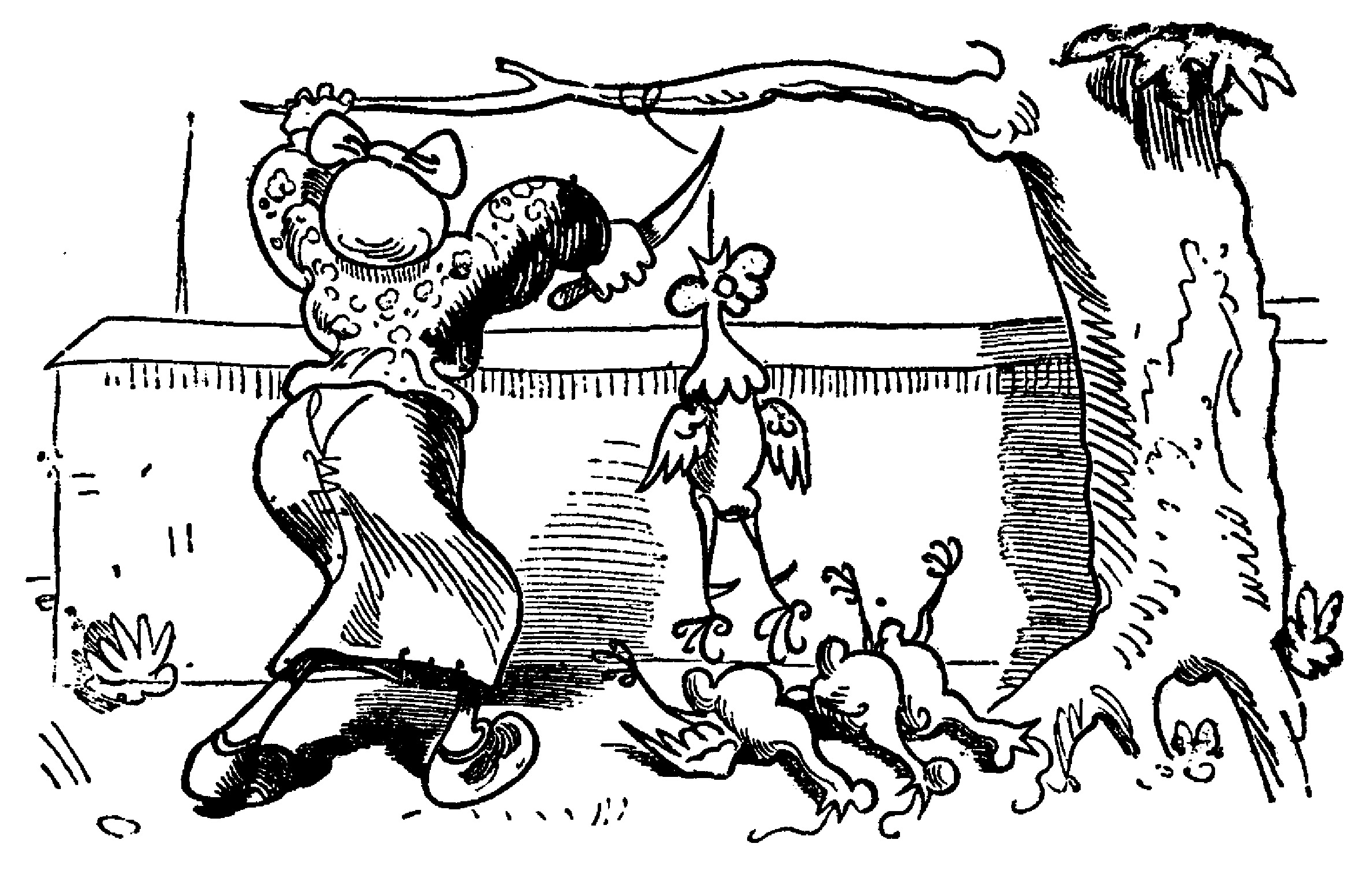
La pietosa deposizione

### Secondo scherzo
Il primo scherzo confluisce nel secondo senza soluzione di continuità: la vedova Bolte si è rassegnata a cucinare i suoi polli, e, spennatili e ripulitili, li mette a rosolare in padella. Max e Moritz, attirati dal buon profumino, si arrampicano sul tetto della casa e preparano il secondo scherzo. Mentre la vedova Bolte scende in cantina a prendere dei crauti, i due monelli calano una lenza attraverso il camino e pescano i quattro polli sotto gli occhi del cane Spitz, che non può far altro che abbaiare per attirare l'attenzione della padrona. Quando quest'ultima riemerge in cucina, si accorge della padella vuota, si avventa sul cane innocente prendendolo a mestolate. Lo scherzo si conclude con Max e Moritz che, all'ombra di un albero, digeriscono placidi i polli appena sottratti.

### Terzo scherzo
Le birichinate di Max e Moritz proseguono a danno del sarto Böck, un uomo stimato e tranquillo che vive in una casa lungo un fiume. Dopo aver segato buona parte dell'asse che funge da ponte sul corso d'acqua, i due iniziano a schernire l'uomo, sapendo dell'estrema di lui. Come da copione, Böck esce infuriato di casa e corre con un bastone verso Max e Moritz, ma appena messo il piede sulla passerella questa si spezza ed il sarto precipita nelle acque impetuose. Böck riesce a salvarsi solo aggrappandosi a due oche che lo trascinano a riva, ma una volta tornato a casa rimane in preda a forti dolori di stomaco, cosicché la moglie lo rimette in sesto passandogli il ferro da stiro caldo sulla pancia.

### Quarto scherzo
A finire nel mirino di Max e Moritz per il quarto scherzo è l'anziano maestro Lämpel, la cui unica debolezza, fumare, gli diventa fatale. Approfittando dell'assenza del maestro, che è andato in chiesa a suonare il suo amato organo, i due monelli entrano in casa sua e riempiono la sua pipa con della polvere da sparo. Una volta rincasato, Lämpel si accomoda nella poltrona, accende la pipa, e un'esplosione terribile lo rovescia a terra. Il maestro sopravvive allo scherzo con la faccia abbrustolita, ma la pipa non può tornare come prima.

### Quinto scherzo
Nonostante agli zii si debbano tributare affetto e premure, così ricorda l'autore all'inizio del capitolo, il quinto scherzo è invece dedicato allo zio Fritz. Max e Moritz catturano tra gli alberi una grande quantità di maggiolini, li raccolgono in grandi sacchetti di carta e svuotano questi nel letto dello zio. Fritz viene destato nel mezzo della notte dagli insetti che gli camminano addosso e, preso dallo spavento, salta giù dal letto. Solo dopo aver dato la caccia a tutti gli insetti lo zio Fritz può tornare a dormire in tranquillità.

### Sesto scherzo
Questa volta i due monelli, attirati dalle prelibatezze del mastro fornaio, s'intrufolano in una panetteria tramite la canna fumaria. Neri di fuliggine, atterrano in una vasca di farina e poi, arrampicandosi su una sedia, raggiungono una mensola dove si trovano le brezel appena cotte. La sedia però si rompe facendo cadere Max e Moritz nell'impasto; il panettiere, appena ritornato, scorgendo i due monelli ricoperti di pasta, li cattura, li impasta velocemente e li inforna nel forno ancora caldo. Quando il panettiere sforna le due forme di pane lasciandole riposare contro il muro, i due monelli - che sono sopravvissuti alla cottura - riescono a liberarsi rosicchiando la crosta che li ricopre e fuggono.

### Ultimo scherzo
Nel macabro finale, i due monelli entrano di soppiatto nel granaio di un contadino e si mettono a tagliare i sacchi di grano, per poi osservare di nascosto la scena. Il contadino carica il primo sacco in spalla ma questo comincia a perdere grano, sotto gli occhi divertiti di Max e Moritz. Il contadino però li cattura, infilandoli in un sacco da cui spuntano chiaramente i piedi, e li porta dal mugnaio a macinare. I due vengono quindi passati sotto la mola che li riduce in briciole, che a loro volta vengono mangiate dalle oche.